# ميتسوتوشي تسوشيما
ميتسوتوشي تسوشيما (باليابانية: 津島 三敏) (30 يوليو 1974 في شيزوكا في اليابان – )؛ هو لاعب كرة قدم ياباني سابق كان يلعب كمدافع.

## وصلات خارجية
- ميتسوتوشي تسوشيما على موقع رابطة كرة القدم اليابانية للمحترفين (اليابانية)
- ميتسوتوشي تسوشيما على موقع عالم كرة القدم.نت (الإنجليزية)